# Rewolucyjno-Ludowa Awangarda Palmares
Rewolucyjno–Ludowa Awangarda Palmares (port. Vanguarda Armada Revolucionária Palmares, VAR–Palmares) – grupa miejskiej partyzantki z Brazylii.

## Historia
Formacja założona została w 1969 roku. W jej skład weszło kilka mniejszych grup rewolucyjnych (w tym Komando Wyzwolenia Narodowego i część Ludowej Awangardy Rewolucyjnej). Założycielem organizacji był Carlos Araujo. Według brazylijskiej policji na początku działalności liczyła 312 członków. Grupa była w pełni zmilitaryzowana. Broń została zrabowana z wojskowych garnizonów. Policja szacowała, że na uzbrojenie grupy znajduje się lekko ponad sto sztuk pistoletów i karabinów. Największą akcją VAR–Palmares była kradzież sejfu zawierającego 2,5 miliona dolarów w lipcu 1969 roku. Kasa pancerna należał do byłego gubernatora stanu São Paulo, Adhemara de Barrosa. Sejf znajdował się w domu kochanki Barrosa w Rio de Janeiro. Grupa szybko rozpadła się na skutek działań policji, która schwytała lub zabiła większość jej liderów.
Członkiem VAR-Palmares była prezydent Dilma Rousseff.

## Ideologia
Była grupą marksistowsko-leninowską. Celem VAR–Palmares było wywołanie wojny rewolucyjnej i utworzenie w Brazylii republiki socjalistycznej.